# Хайнрих III фон Салм
Хайнрих III фон Салм (на немски: Heinrich III Graf von Salm; * ок. 1191; † сл. 21 септември 1228) от род Салм/Залм, странична линия на Вигерихидите, както и на Люксембургите, е граф на т. нар. графство Горен Салм във Вогезите в Елзас, господар на Вивиерс. Той е рицар и е доказан 1216 г.

## Произход
Той е син на граф Хайнрих II/III фон Салм († август 1246, убит в битка) и съпругата му Юта (Юдит) от Горна Лотарингия († 1242), дъщеря на херцог Фридрих I/Фери I от Горна Лотарингия († 1207) и Людмила от Полша († 1223). Внук е на граф Хайнрих I фон Салм († 1165/ок. 1170) и Юта (Юдит) от Горна Лотарингия († сл. 1186). Потомък е на Херман фон Салм († 1088), граф на Салм и немски геген-крал в Саксония (1081 – 1088).
Брат е на граф Фридрих фон Салм, господар на Бламонт/Бланкенберг († пр. 1258). Сестрите му са Агнес фон Салм, абатиса на Ремиремонт († 1280), и Томаса фон Салм, монахиня в Ремиремонт.

## Фамилия
Хайнрих III фон Салм се жени пр. август 1221 г. за Маргарета де Бар-Мусон († сл. 1259), дъщеря на граф Теобалд I де Бар, граф на Люксембург († 1214) и втората му съпруга Ермесинде дьо Бриен († сл. 1211).Те имат децата:
- Елизабет/Матилда фон Салм († пр. 1263), омъжена сл. 31 март 1247 г. за граф Фридрих фон Вианден († 1247), родители на:[4]
  - Хайнрих фон Шьонекен, господар на Шьонекен († сл. 1296)
- Хайнрих IV фон Залм († 8 януари 1292), граф на Салм 1245 г., 1275/84 г. граф на Близкастел, женен пр. 12 февруари 1242 г. за Лаурета фон Близкастел, наследничка на Хунолщайн (†1269 /1289), родители на:
  - Йохан I фон Салм († ок. 1328/1338), граф на Салм 1292 г.

Вдовицата му Маргарета де Бар-Мусон се омъжва втори път пр. 1245 г. за Хенри дьо Дампиер († 1259).